# دون ويلكيرسون
دون ويلكيرسون (بالإنجليزية: Don Wilkerson)‏ هو عازف جاز أمريكي، ولد في 6 يوليو 1932 في لويزيانا في الولايات المتحدة، وتوفي في 18 يوليو 1986 في هيوستن في الولايات المتحدة.

## وصلات خارجية
- دون ويلكيرسون على موقع ميوزك برينز (الإنجليزية)
- دون ويلكيرسون على موقع أول ميوزيك (الإنجليزية)
- دون ويلكيرسون على موقع ديسكوغز (الإنجليزية)